# Rupan Sansei (videogioco)
Rupan Sansei (ルパン三世? lett. "Lupin III") è un videogioco basato sulla popolare serie Lupin III di Monkey Punch prodotto da Epoch Co. per Epoch Cassette Vision.
La missione di Lupin III è quella di scappare da Zenigata su un percorso con diversi ostacoli e nemici, al fine di arrivare sulla sua Mercedes-Benz SSK per concludere il livello. Nel gioco può anche usare la sua pistola Walther P38.
Si tratta dell'unico videogioco in cui il personaggio usa la giacca rosa, derivata dalla terza serie e dal terzo film su Lupin. Nel videogioco Babylon no ōgon densetsu, tratto dall'omonimo terzo film, il personaggio ha comunque una giacca rossa.